# Верестово
Верестово (рус. Озеро Верестово) представља травертинско проточно језеро у европском делу Руске Федерације. Налази се у источном делу Тверске области, на подручју Бежецког рејона, северозападно од града Бежецка. 
Настало је изливањем реке Мологе која и протиче кроз језеро у смеру југоисток-северозапад. Иако је површина језера свега 23 км² његов басен обухвата територију површине око 1.820 км². Максимална дужина језера је 13 км, а ширина до 4 километра. При средњем водостају његова површина лежи на надморској висини од 129 метара. 
У време високог водостаја спаја се са два суседна мања језера Јамно и Рављенско, док се у летњем периоду за време најнижег водостаја претвара у пространу мочвару зараслу у трску и шаш. Његове обале су доста ниске и замочварене. 